# Elaeagia myriantha
Elaeagia myriantha är en måreväxtart som först beskrevs av Paul Carpenter Standley, och fick sitt nu gällande namn av Charlotte M. Taylor och Barry Edward Hammel. Elaeagia myriantha ingår i släktet Elaeagia och familjen måreväxter. Inga underarter finns listade i Catalogue of Life.